# Partito Socialdemocratico dei Lavoratori di Lettonia
Il Partito Socialdemocratico dei Lavoratori di Lettonia (in lettone: Latvijas Sociāldemokrātiskā Strādnieku Partija - LSDSP), anche noto in lingua italiana come Partito Operaio Socialdemocratico Lettone, è un partito politico attivo in Lettonia dal 1991.
Esso fu rifondato dopo la caduta dell'Unione Sovietica, ma era stato creato già nel 1904 quando la Lettonia era parte della Russia.
Dal 1989 il partito non ha alcun deputato nel parlamento lettone. È membro del Partito Socialista Europeo e dell'Internazionale Socialista.

## Storia
Alle elezioni dell'Assemblea Costituzionale del 1920 il partito ottenne 57 seggi su 150. Tra il 1922 e il 1931 vinse tutte le elezioni legislative, imponendosi come il primo partito lettone. Dopo il colpo di Stato del 1934 guidato da Kārlis Ulmanis il LSDSP venne messo fuori legge e i suoi dirigenti si rifugiarono in Svezia.
Dopo l'indipendenza della Lettonia, il partito si è nuovamente affacciato sullo scenario politico, pur subendo alcune scissioni.
Prese parte alle elezioni parlamentari del 1998 nell'ambito della lista Alleanza dei Socialdemocratici di Lettonia, costituita insieme ad altre formazioni socialdemocratiche tra le quali il Partito Socialdemocratico di Lettonia: la lista ottenne il 12,9% dei voti e 14 dei 100 seggi. Nelle successive elezioni parlamentari del 2002 il LSDSP concorse invece da solo, raggiungendo il 4% dei voti senza eleggere alcun rappresentante. Analogamente, nelle elezioni parlamentari del 2006 ottenne 3,5% dei suffragi e nessun eletto. Il partito non prese parte alle elezioni parlamentari del 2010 e tornò a presentarsi a quelle del 2011, ottenendo tuttavia un risultato deludente (0,28%).
Nel 2004 in Lettonia si tennero le prime elezioni europee dopo l'ingresso del Paese nell'UE: in quella circostanza il partito raccolse il 4,8% dei voti, senza eleggere parlamentari. Nella tornata del 2009 prese il 3,8%. Ancora più deludenti furono gli esiti delle elezioni europee del 2014, quando il LSDSP ottenne lo 0,3% e di quelle del 2019, nelle quali si fermò all0 0,2%.